# Таємничий лицар
«Таємничий лицар» (італ. Il cavaliere misterioso) — італійський історично-пригодницький фільм 1948 року, поставлений режисером Ріккардо Фредою з Вітторіо Гассманом в ролі Казанови.

## Сюжет
Щоб врятувати життя брата, секретаря догаресси (дружини дожа), несправедливо звинуваченого в крадіжці листа, що її компрометує, Джакомо Казанова (Вітторіо Гассман) обіцяє догарессі знайти лист. Вона дає йому місяць, після закінчення якого брат буде страчений. У листі йдеться про приєднання Венеції до таємного союзу проти Росії. Отримавши від брата адресу і перстень, Казанова вирушає до Відня, де жила кохана жінка його брата Хільда, яка тепер померла. За вказаною адресою, Бургштрассе, 22, відчиняти йому відмовляються. Казанова знайомиться з дівчиною, що вийшла з цього будинку; він наполегливо кличе її на побачення, але вона не приходить. Вночі Казанова перелазить через стіну, що оточує будинок. Після сутички з охоронцями Казанова потрапляє на таємні збори змовників-слов'ян, де його приймають за свого за перснем, що належить Хільді, яка брала участь у змові. Ватажок змовників граф Іпатьєв навіть роздумує доручити Казанові доставку нещасливого листа у власні руки імператриці Катерині II. Іпатьєв розраховує, що імператриця опублікує лист, щоб з насолодою помститися дожу і догарессі, позбавивши їх поваги всієї Європи. Проте, дослухавшись до поради змовника на прізвище Польський, він спохвачується і замикає лист у сейф.
На великому прийомі, влаштованому Іпатьєвим, Казанова галантно доглядає за хазяйкою, графинею Паолою, й упізнає в її супутниці незнайомку, що не прийшла на призначене побачення, — молоду Єлизавету. Та дозволяє йому вночі пробратися у будинок. Казанова запам'ятав комбінацію сейфа — але, на жаль, сейф порожній. Казанову застає Польський, і вони б'ються на дуелі. Убивши Польського, Казанова втікає, прослизнувши через альков Паоли. Пізніше на поштовій станції по дорозі в Санкт-Петербург він знайомиться з графом Леманном (Джанна Марія Канале), який насправді виявляється графинею, до того ж гарненькою. Казанова намагається її спокусити, але його оглушає слуга графині. Графиня виконує свою секретну місію і передає листа Катерині II. На полюванні Казанова приходить на допомогу імператриці, що впала з коня. Він відводить Катерину в покої та встигає підмінити лист. Зібравши у себе всіх іноземних послів, Катерина II вголос зачитує листа. Проте воно виявляється іронічною запискою Казанови, адресований імператриці.
Казанову переслідують козаки. У таверні по дорозі він зустрічає Єлизавету, яку прогнав Іпатьєв, і втрачає дорогоцінні хвилини, намагаючись переконати її, що вона — його єдине справжнє кохання. Єлизавета сідає в його сани і вони устигають вислизнути від козаків, чиї коні тонуть у річці, коли під ними обрушується міст. Але Єлизавета смертельно поранена. Казанова повертає листа догарессі і домагається звільнення брата. Догаресса здивована смутком Казанови і розпитує його про любовні пригоди. «Невже хтось зумів забрати у вас жінку»? — запитує вона. «Так, суперник, з яким неможливо боротися». — «Хто ж»? — «Смерть».

## У ролях
| • Вітторіо Гассман    | … | Джакомо Казанова                |
| • Марія Меркадер      | … | Єлизавета                       |
| • Івонн Сансон        | … | Катерина II                     |
| • Джанна Марія Канале | … | графиня Леманн                  |
| • Еллі Парво          | … | догаресса                       |
| • Сандра Маміс        | … | графиня Ипатьєва                |
| • Джованні Гінріч     | … | великий інквізитор              |
| • Данте Маджо         | … | Дженнаро, слуга Казанова        |
| • Вітторіо Дузе       | … | Антоніо Морін, брат Казанови    |
| • Антоніо Чента       | … | барон Польський                 |
| • Альдо Нікодемі      | … | граф Орлов, фаворит Катерини II |

## Знімальна група
- Автори сценарію — Ріккардо Фреда, Маріо Монічеллі, Стефано Вандзіна
- Режисер-постановник — Ріккардо Фреда
- Продюсер — Діно Де Лаурентіс
- Композитор — Алессандро Чиконьїні
- Оператор — Родольфо Ломбарді
- Монтаж — Отелло Коланджелі
- Художник-постановник — П'єро Філіппоне
- Художник з костюмів — Вітторіо Ніно Новарезе
- Артдиректор — Вітторіо Ніно Новарезе